# Michael Klein (sculpteur)
Pour les articles homonymes, voir Klein.
Michael Klein, né en 1943 à Berlin-Charlottenburg et mort le 4 février 2022, est un sculpteur allemand.

## Biographie
Michael Klein suit de 1959 à 1962 un apprentissage comme sculpteur sur bois puis apprend la sculpture à l'École supérieure d'art de Berlin-Weißensee (de) auprès de Heinrich Drake ou de Ludwig Engelhardt. Après avoir arrêté ses études en 1965, il est restaurateur pour les musées d'État de Berlin puis les reprend en 1967. Après son diplôme, il crée son atelier puis devient de 1977 à 1982 assistant à la Kunsthochschule Berlin-Weißensee. Au moment de la Wende, il s'installe à Neuenhagen.
Michael Klein est membre de 1971 à 1989 de l'association des artistes visuels de RDA puis depuis 1990 de l'association allemande des artistes.

## Source de la traduction
- (de) Cet article est partiellement ou en totalité issu de l’article de Wikipédia en allemand intitulé « Michael Klein (Künstler) » (voir la liste des auteurs).